# Flughafen Miyako

i8
i11
i13
Der Flughafen Miyako (japanisch 宮古空港 Miyako Kūkō, IATA-Code: MMY, ICAO-Code: ROMY) ist ein kleiner Verkehrsflughafen der Stadt Miyakojima auf der Insel Miyako in Japan, Präfektur Okinawa. Der Flughafen liegt etwa vier Kilometer nordwestlich vom Stadtzentrum Miyakojimas. Der Flughafen Miyako gilt nach der japanischen Gesetzgebung als Flughafen 3. Klasse.

## Geschichte
Der Flughafen wurde 1943 als Luftwaffenstützpunkt der Kaiserlich Japanischen Marine eröffnet. 
Der zivile Betrieb wurde 1956 aufgenommen.

## Fluggesellschaften und Ziele
Japan Airlines bietet Nonstop-Verbindungen nach Tokio-Haneda an, die von Japan Transocean Air durchgeführt werden.